# Susanne Gunnarsson
Linnea Susanne Gunnarsson, född Wiberg 8 september 1963 i Längbro församling i Örebro län, är en svensk kanotist. Under karriären har hon vunnit sammanlagt 17 VM- eller OS-medaljer i kanot, varav sex VM- och ett OS-guld. Gunnarsson, som erövrade sina VM- och OS-medaljer mellan åren 1981 och 1998, är en av Sveriges mest framgångsrika kvinnliga kanotister.
Fem av Susanne Gunnarssons VM-guld erövrades på maratonsträckor. Hon är den enda kanotist som vunnit OS-guld på sprintsträckor och VM-guld i maraton samma år. Detta skedde 1996, då Gunnarsson tillsammans med Agneta Andersson även fick motta Svenska Dagbladets guldmedalj.
Gunnarsson deltog i Mästarnas Mästare 2009 och slutade på en sjunde plats. 2018 deltog hon i Superstars och kom till semifinal men blev utslagen och landade på en fjärde plats. Hon har även deltagit i Det största äventyret där hon kom till final men blev utslagen och landade på en fjärdeplats

## Biografi

### Bakgrund
Susanne Gunnarsson växte upp i Katrineholm och var framgångsrik redan som junior. Vid junior-EM 1981 erövrade hon silver i både K-1 och K-2, och medaljen i K-2 nåddes med Anna Olsson i kanoten.
Gunnarsson har deltagit i fyra olympiska spel, där det första var som reserv vid OS i Moskva 1980. Vid 1980 års spel fick hon dock inte tävla i några lopp.
Gunnarsson är Stor tjej nummer 83 på Svenska Kanotförbundets lista över mottagare för utmärkelsen Stor kanotist.

### OS- och VM-framgångar
De största framgångarna har Susanne Gunnarsson nått i K-2 tillsammans med Agneta Andersson. Vid OS 1996 lade de gammalt groll åt sidan (de hade då inte paddlat ihop på tre års tid) och vann ett mycket uppmärksammat K-2-guld på 500 meter. Duon tilldelades sedan 1996 års Svenska Dagbladets guldmedalj, och redan i augusti samma år blev Susanne Gunnarsson utvald till månadens idrottsprofil av Riksidrottsförbundet. OS-guldet ledde också året efter till att de två fick dela på Victoriastipendiet.
Susanne Gunnarsson har varit framgångsrik kanotist på elitnivå under tre årtionden. De första två VM-medaljerna (ett silver och ett brons) erövrade hon 1981, på K-2 500 och K-4 500. År 2005 var hon med och tog SM-guld i K4 för Örebro kanotförening. Så sent som 2009 deltog hon i kanot-SM för samma klubb och vann 1 guld och 1 brons. Däremellan vann hon 1 guld, 2 silver och 4 brons vid kanot-VM på sprintdistanser. Guldet – i Köpenhamn 1993 – tog hon på K-1 5000 meter, och även i övrigt har Gunnarsson ofta varit mer framgångsrik på längre distanser.

### Dominans på maratonsträckor
Vid sidan av framgångarna vid sprint-VM-tävlingar har Susanne Gunnarsson tävlat mycket vid maraton-VM-tävlingar i kanot. Vid dessa tävlingar paddlas K-1 och K-2 på distanser runt 42 km. I K-1 var hon under 1990-talet världsledande, med fyra raka VM-guld 1992–98. 1998 vann hon även maraton-VM-guld i K-2, i lag med Åsa Eklund.
Susanne Gunnarsson är den enda kanotist som erövrat olympiskt guld på sprintsträckor och vunnit VM i maraton samma år. Detta skedde 1996.

### Familj
1988 avbröt Gunnarsson tillfälligt sin kanotkarriär för att gifta sig och få barn. Två år sedan kom hon tillbaka till kanotsporten med förnyade krafter. 1992 vann hon sitt första VM-guld på kanotmaraton, och 1994 sitt andra; 1994 års guld erövrades en månad efter födelsen av hennes andra barn. Hon tackade sin egen envishet för att den kombinationen kunde möjliggöras.

## Klubbtillhörighet
Susanne Gunnarsson har genom åren tävlat för ett flera olika kanotklubbar. Åren 1980–98 paddlade hon för Katrineholms KK samt Fagerviks KK (Timrå). Hon har på senare år (bland annat 2005 och 2009) deltagit i kanot-SM för Örebro kanotklubb.